# Stamnodes albiapicata
Stamnodes albiapicata är en fjärilsart som beskrevs av Grossbeck 1910. Stamnodes albiapicata ingår i släktet Stamnodes och familjen mätare. Inga underarter finns listade i Catalogue of Life.